# L'Histoire sans fin (série de films)
Pour les articles homonymes, voir L'Histoire sans fin.
 Pour plus de détails, voir Fiche technique et Distribution
L'Histoire sans fin (The NeverEnding Story / Die unendliche Geschichte) est une série de films germano-américains adaptés du roman du même nom de Michael Ende.
Le premier film, sorti en 1984, adapte la première partie du roman. L'Histoire sans fin 2 : Un nouveau chapitre reprend la fin du roman, alors que le troisième opus est basé sur un script original.
La franchise a également été développée à la télévision avec série télévisée d'animation et une série en prises de vues réelles. En mars 2024, la société See-Saw Films annonce développer de nouveaux films.

## Fiche technique
Sauf indication contraire, les informations mentionnées dans cette section peuvent être confirmées par la base de données cinématographiques IMDb,  présente dans la section « Liens externes ».
|                            | L'Histoire sans fin (1985)                                                                                           | L'Histoire sans fin 2 : Un nouveau chapitre (1990)  | L'Histoire sans fin 3 : Retour à Fantasia (1994)                                               |
| -------------------------- | --- | --------------------------------------------------- | ---------------------------------------------------------------------------------------------- |
| Titre original allemand    | Die unendliche Geschichte                                                                                            | Die unendliche Geschichte 2                         | Die unendliche Geschichte III: Rettung aus Phantasien                                          |
| Titre original anglophone  | The NeverEnding Story                                                                                                | The NeverEnding Story II: The Next Chapter          | The NeverEnding Story III: Escape from Fantasia                                                |
| Réalisateurs               | Wolfgang Petersen | George T. Miller                                    | Peter MacDonald                                                                                |
| Scénaristes                | Wolfgang PetersenHerman Weigel                                                                                       | Karin Howard                                        | Jeff LiebermanKarin Howard (histoire)                                                          |
| Producteurs                | Bernd EichingerDieter GeisslerBernd Schaefers                                                                        | Dieter Geissler                                     | Heinz BiboDieter GeisslerTim Hampton                                                           |
| Producteurs délégués       | Mark DamonJohn W. Hyde                                                                                               | Tim Hampton                                         |                                                                                                |
| Montage                    | Jane Seitz | Chris BlundenPeter Hollywood                        | Michael Bradsell                                                                               |
| Photographie               | Jost Vacano | David Connell                                       | Robin Vidgeon                                                                                  |
| Musique                    | Klaus DoldingerGiorgio Moroder                                                                                       | Robert Folk                                         | Péter Wolf                                                                                     |
| Dates de sortie Allemagne  | 6 avril 1984 | 25 octobre 1990                                     | 27 octobre 1994                                                                                |
| Dates de sortie États-Unis | 20 juillet 1984 | 8 février 1991                                      | 2 février 1996                                                                                 |
| Dates de sortie France     | 21 novembre 1984 | 13 février 1991                                     | 5 juillet 1995                                                                                 |
| Durée                      | 94 minutes | 90 minutes                                          | 95 minutes                                                                                     |
| Budget                     | 27 000 000 USD | USD                                                 | USD                                                                                            |
| Pays de production         | Allemagne de l'Ouest États-Unis                                                                                      | Allemagne États-Unis Australie                      | Allemagne États-Unis                                                                           |
| Genre                      | fantasy, aventures                                                                                                   | fantasy, aventures                                  | fantasy, aventures                                                                             |
| Sociétés de production     | Neue Constantin Film Producers Sales Organization Bavaria Film Dieter Geissler Filmproduktion Westdeutscher Rundfunk | CineVox Bavaria Film Dieter Geissler Filmproduktion | CineVox Dieter Geissler Filmproduktion Studios de Babelsberg Media Investment Club Videal GmbH |
| Sociétés de distribution   | Warner Bros. | Warner Bros.                                        | Warner Bros.                                                                                   |

## Distribution
| Personnages                           | L'Histoire sans fin (1985) | L'Histoire sans fin 2 : Un nouveau chapitre (1990)  | L'Histoire sans fin 3 : Retour à Fantasia (1994) |  |
| ------------------------------------- | -------------------------- | --------------------------------------------------- | ------------------------------------------------ |  |
| Bastien Balthazar Bux (Bastian en VO) | Barret Oliver              | Jonathan BrandisJ. Michael Haney (jeune)            | Jason James Richter                              |  |
| Atreyu                                | Noah Hathaway              | Kenny MorrisonNoah Hathaway (archives, non crédité) |                                                  |  |
| Carl Conrad Coreander                 | Thomas Hill                | Thomas Hill                                         | Freddie Jones                                    |  |
| l'Impératrice                         | Tami Stronach              | Alexandra Johnes                                    | Julie Cox                                        |  |
| Engywook                              | Sydney Bromley             |                                                     | Tony Robinson                                    |  |
| Urgl                                  | Patricia Hayes             |                                                     | Moya Brady                                       |  |
| Falkor the Luckdragon                 | Alan Oppenheimer (voix VO) | Donald Arthur (voix VO)                             | William Hootkins (voix VO)                       |  |
| M. Rockbiter Sr.                      | Alan Oppenheimer (voix VO) | Dan Fincher (voix VO)                               | Frederick Warder (voix VO)                       |  |
| Gmork                                 | Alan Oppenheimer (voix VO) |                                                     |                                                  |  |
| Barney Bux                            | Gerald McRaney             | John Wesley Shipp                                   | Kevin McNulty                                    |  |
| Cairon                                | Moses Gunn                 |                                                     |                                                  |  |
| Teeny Weeny                           | Deep Roy                   |                                                     |                                                  |  |
| Night Hob                             | Tilo Prückner              |                                                     |                                                  |  |
| Ethan                                 | Darryl Cooksey             |                                                     |                                                  |  |
| Todd                                  | Drum Garrett               |                                                     |                                                  |  |
| Lucas                                 | Nicholas Gilbert           |                                                     |                                                  |  |
| Morla                                 | Robert Easton (voix VO)    |                                                     |                                                  |  |
| M. Rockbiter Jr.                      |                            | Colin Gilder (voix VO)                              | David Forman (voix VO)                           |  |
| Xayide                                |                            | Clarissa Burt                                       |                                                  |  |
| Nimbly                                |                            | Martin Umbach                                       |                                                  |  |
| Tri-Face                              |                            | Christopher Burton                                  |                                                  |  |
| Mme Bux                               |                            | Helena Michell                                      |                                                  |  |
| Nicole Baxter                         |                            |                                                     | Melody Kay                                       |  |
| Slip                                  |                            |                                                     | Jack Black                                       |  |
| Urgl                                  |                            |                                                     | Moya Brady                                       |  |
| Engywook                              |                            |                                                     | Tony Robinson                                    |  |
| Jane Bux                              |                            |                                                     | Tracey Ellis                                     |  |
| Mme Rockbiter                         |                            |                                                     | Mac McDonald (voix VO)                           |  |
| Bark Troll                            |                            |                                                     | William Hootkins (voix VO)                       |  |
| le concierge                          |                            |                                                     | Mark Acheson                                     |  |
| Dog                                   |                            |                                                     | Ryan Bollman                                     |  |
| Mookie                                |                            |                                                     | Carole Finn                                      |  |
| Coil                                  |                            |                                                     | Nicole Parker                                    |  |
| Rage                                  |                            |                                                     | Adrien Dorval                                    |  |

## Accueil

### Critique
| Film                                        | Rotten Tomatoes    | Metacritic            | AlloCiné         |
| ------------------------------------------- | ------------------ | --------------------- | ---------------- |
| L'Histoire sans fin                         | 83% (46 critiques) | 46/100 (10 critiques) | 4⁄5 (1 critique) |
| L'Histoire sans fin 2 : Un nouveau chapitre | 14% (7 critiques)  | 30/100 (13 critiques) | NC               |
| L'Histoire sans fin 3 : Retour à Fantasia   | NC (3 critiques)   | NC                    | NC               |

### Box-office
| Films                                              | Box-office Mondial | Box-office - États-Unis - Canada | Box-office France | Budget       |
| -------------------------------------------------- | ------------------ | -------------------------------- | ----------------- | ------------ |
| L'Histoire sans fin (1984)                         | 100 000 000 $      | 20 192 381 $                     | 739 766 entrées   | 27 000 000 $ |
| L'Histoire sans fin 2 : Un nouveau chapitre (1990) | NC                 | 17 373 527 $                     | 570 586 entrées   | 35 000 000 $ |
| L'Histoire sans fin 3 : Retour à Fantasia (1994)   | NC                 | NC                               | 97 144 entrées    | 15 000 000 $ |

## Télévision

### Série d'animation
Une série télévisée, coproduction franco-germano-canadienne, est développée par Ellipse, Nelvana et CineVox. Diffusée dès 1995, elle connait une saison de 26 épisodes. Elle est librement libre adaptée du roman de Michael Ende.

### Série en prises de vues réelles
Tales from the Neverending Story est une série télévisée en prise de vues réelles. Elle est diffusée entre 2001 et 2002. Mark Rendall y incarne Bastien Balthazar Bux.
S'écartant de l'intrigue du roman de Michael Ende, l'histoire globale de la série explore la façon dont Bastien découvre Fantasia à partir d'un point de divergence encore plus grand avec le roman de Michael Ende que celui des films.